# Hans-Otto Holzner
Hans-Otto Holzner (* 6. Juli 1906 in Schweinfurt; † 8. Oktober 1986 in Würzburg) war ein deutscher Verleger.

## Werdegang
Holzner kam als Sohn eines Zugführers zur Welt. Er gründete am 1. Juni 1927 in Tilsit den Verlag Bücherstube Am Hohen Tor, den er im Mai 1938 in Holzner-Verlag umbenannte. Der Verlag spezialisierte sich auf Jugendschriften, Militaria und ostdeutsches Volkstum. Neben dem Stammhaus baute er Zweigniederlassungen in Riga, Braunsberg und Leipzig auf. Nach dem Zweiten Weltkrieg führte er den Verlag in Würzburg fort.

## Ehrungen
- 1968: Verdienstkreuz 1. Klasse der Bundesrepublik Deutschland